# Guatemala (departamento)
Guatemala é um dos 22 departamentos da Guatemala, país da América Central. A capital deste departamento é a cidade da Guatemala.

## Municípios
1. Amatitlán
2. Chinautla
3. Chuarrancho
4. Fraijanes
5. Guatemala
6. Mixco
7. Palencia
8. Petapa
9. San José del Golfo
10. San José Pinula
11. San Juan Sacatepéquez
12. San Pedro Ayampuc
13. San Pedro Sacatepéquez
14. San Raimundo
15. Santa Catarina Pinula
16. Villa Canales
17. Villa Nueva